# Gwal y Filiast
Gwal y Filiast (deutsch „Zwinger der Windhundhündin“ – auch Bwrdd Arthur oder Dolwilym genannt) liegt westlich von Llanboidy und östlich des River Taf bei St Clears in Carmarthenshire in Wales. Gwal y Filiast ist auch einer der Namen des Cotswold Severn Tombs von St Lythans.
Gwal y Filiast liegt auf einem steilen bewaldeten Grat. Der über 4,0 m lange klobige Deckstein, der nach Westen Richtung Fluss zeigt, wird von vier Tragsteinen unterstützt. Der Dolmen war von einem ovalen oder runden Hügel bedeckt, von dem einige Randsteine erhalten blieben. Es kann der Rest eines Cotswold Severn Tombs sein.